# End of Suffering
End of Suffering  es el tercer álbum de estudio de la banda de punk y rock alternativo, Frank Carter & the Rattlesnakes, publicado el 3 de mayo de 2019 con la discográfica International Death Cult (Kobalt Label Services). El álbum, frente a la agresividad patente en sus anteriores trabajos, presenta aquí un tono más calmado y experimental. Rápidamente se convirtió en el mayor éxito comercial de la banda.

## Lista de canciones
Nº.  Título
1. «Why A Butterfly Can't Love A Spider»
2. «Tyrant Lizard King»
3. «Heartbreaker»
4. «Crowbar»
5. «Love Games»
6. «Anxiety»
7. «Angel Wings»
8. «Supervillain»
9. «Latex Dreams»
10. «Kitty Sucker»
11. «Little Devil»
12. «End of Suffering»